# Айдаев, Юша Ахъядович
Юша́ Ахъя́дович Айда́ев (20 марта (по другим источникам 10 марта) 1938 года, Старые Атаги, Чечено-Ингушская АССР, РСФСР, СССР — 1 июня 2004 года, Грозный, Чечня, Россия) — советский и российский учёный, доктор филологических наук, профессор, заслуженный деятель науки Чеченской Республики, заслуженный работник культуры Чечено-Ингушской АССР.

## Биография
Родился в 1938 году в селе Старые Атаги. В 1944 году был депортирован. Вскоре скончался его отец. Мать одна растила трёх сыновей.
В 1957 году с отличием окончил школу. В это время произошла реабилитация репрессированных народов. Чеченцы и ингуши хотели выехать на родину, но им чинили препятствия. Переговоры с чиновниками вызвался вести Айдаев. С этого времени он стал фактическим руководителем молодёжи, желавшей вернуться к родным очагам.
В 1962 году окончил историко-филологический факультет Чечено-Ингушского государственного педагогического института. Ещё в студенческие годы увлёкся систематизацией и популяризацией вайнахского устного творчества. Был председателем общества студенческого научного творчества. Предметом его исследований были литература, фольклор, театр, этнография. Его статьи регулярно публиковались на страницах периодической печати и в сборниках научных статей.
После окончания института защитил кандидатскую диссертацию по теме «Чечено-Ингушская советская драматургия (1920 −1940 гг.)». Работал заведующим сектором и учёным секретарём в Чечено-Ингушском научно-исследовательском институте истории, экономики, социологии и филологии.
В 1972 году стал заместителем редактора газеты «Ленинан некъ», в 1973 году — редактором газеты «Комсомольское племя». В 1980—1991 годах был главным редактором газеты «Ленинан некъ». Также исполнял обязанности главного редактора Чечено-Ингушского книжного издательства и заведующим отделом межнациональных отношений Верховного Совета Чечено-Ингушской АССР.
Вёл активную общественную работу. Неоднократно избирался депутатом Грозненского городского Совета народных депутатов, заместителем председателя правления Союза журналистов Чечено-Ингушской АССР, председателем Чечено-Ингушского Комитета мира, действительным членом Международной академии педагогических наук, Русского исторического общества.
В 1990 году защитил докторскую диссертацию. В 1992—1996 годах был первым заместителем генерального директора Института книги и социальных программ Министерства печати Российской Федерации. С 2000 года работал главным научным сотрудник Института проблем образования Министерства образования и науки Чечни. Являлся членом учёного Совета и член научно-редакционного Совета этого института. Был вице-президентом Академии наук Чеченской Республики, заведующим и профессором кафедры русской и зарубежной литературы Чеченского государственного университета, членом Совета по координации и поддержке научных исследований проблем Северного Кавказа в Южном федеральном округе. Участвовал в разработке и создании проекта Конституции Чеченской Республики.
Опубликовал более 120 научных работ.

## Участие в профессиональных сообществах
- академик Российской академии естественных наук,
- вице-президент Академии наук Чеченской Республики,
- член Союза писателей России
- член Союза журналистов России,